# Ахаггар

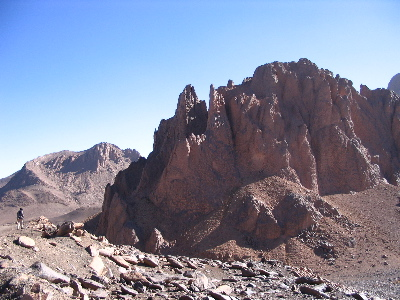
Гори Ахаггар

Ахагга́р(араб. جبال هقار, бербер.: idurar n Ahaggar) — нагір'я в центрі пустелі Сахари в Африці. Більша його частина лежить на півдні Алжиру біля тропіка Рака. Середня висота нагір'я — 900 метрів вище над рівнем моря, найпідвищенішою є центральна частина, а найвищою вершиною — гора Тахат (3003 м або 2918 м). Це також найвища точка Алжиру. Складене нагір'я переважно докембрійськими кристалічними породами. По схилах розходяться ваді, уздовж яких підземні води залягають неглибоко (5—7 м). Оаз мало.
Регіон значною мірою є скелястою пустелею. Його пустельні степи слугують туарегам місцем випасання верблюдів.
Ахаггар має спекотний літній клімат і холодний зимовий клімат (температура взимку падає нижче за 0 °C). Опади нечасті і спорадичні. Проте клімат тут менш екстремальний, ніж в інших частинах Сахари.
Уздовж західного краю Ахаггару через оазове місто Таманрассет проходить головний караванний шлях до Кано, що на півночі Нігерії.
У 1987 році на частині масиву було створено Ахаггарський національний парк (площею 450000 квадратних кілометрів). На території парку відкрито численні наскельні малюнки.

## Галерея

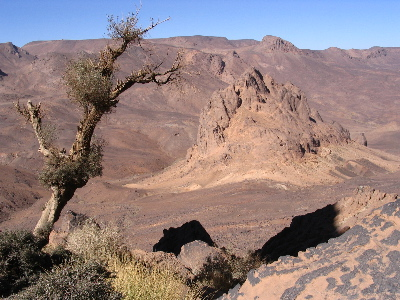
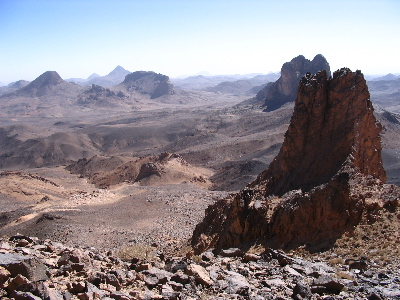
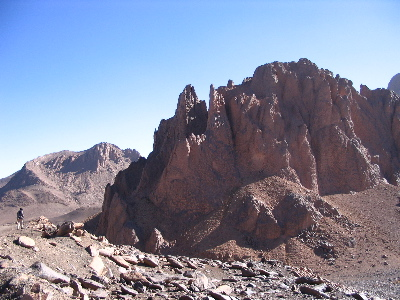
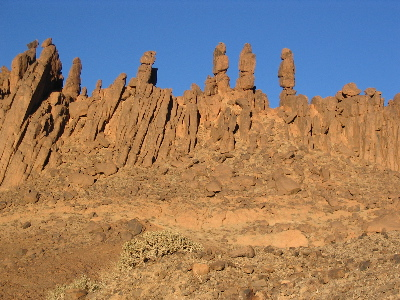
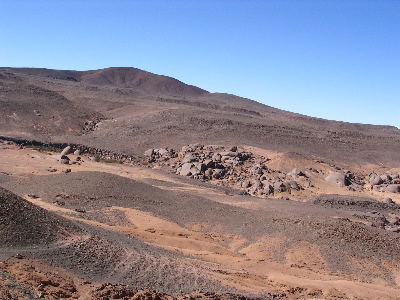
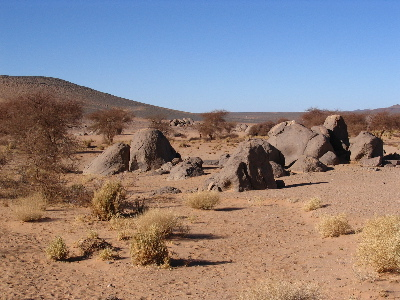
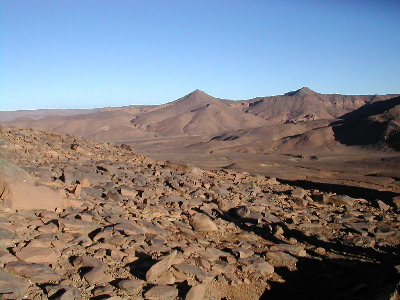
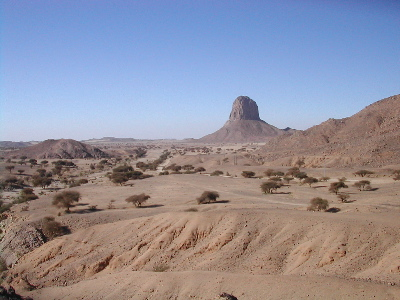
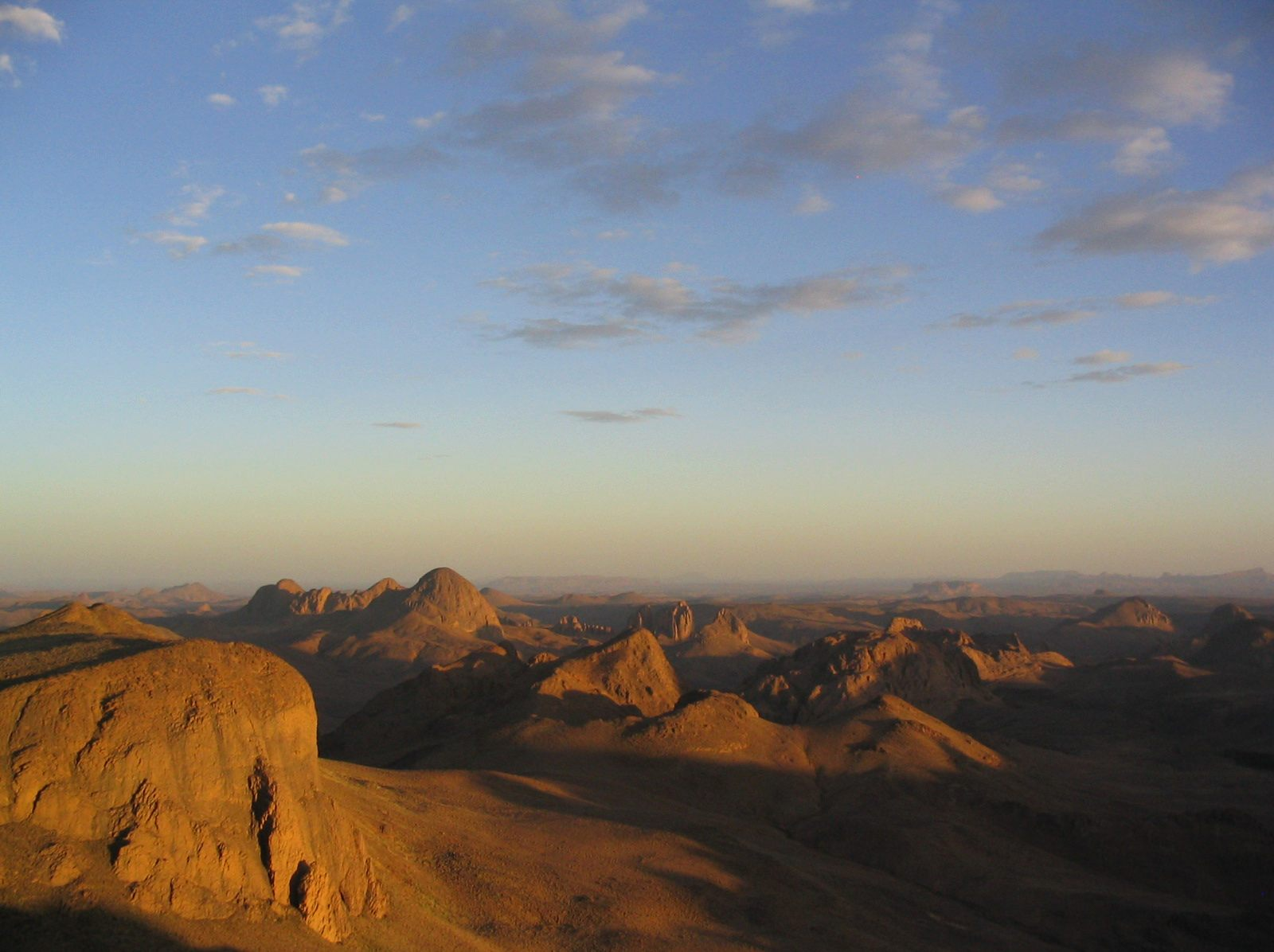
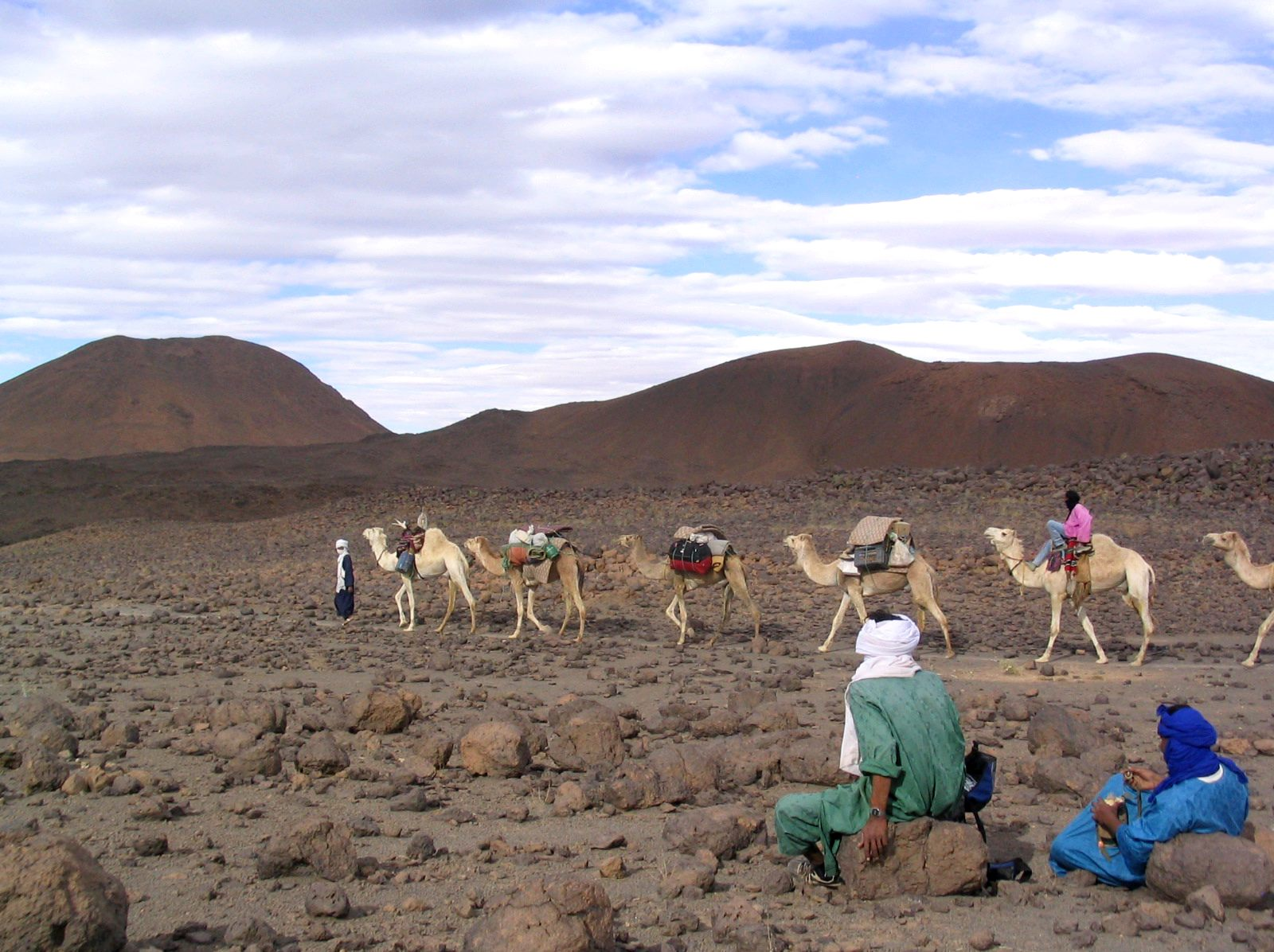
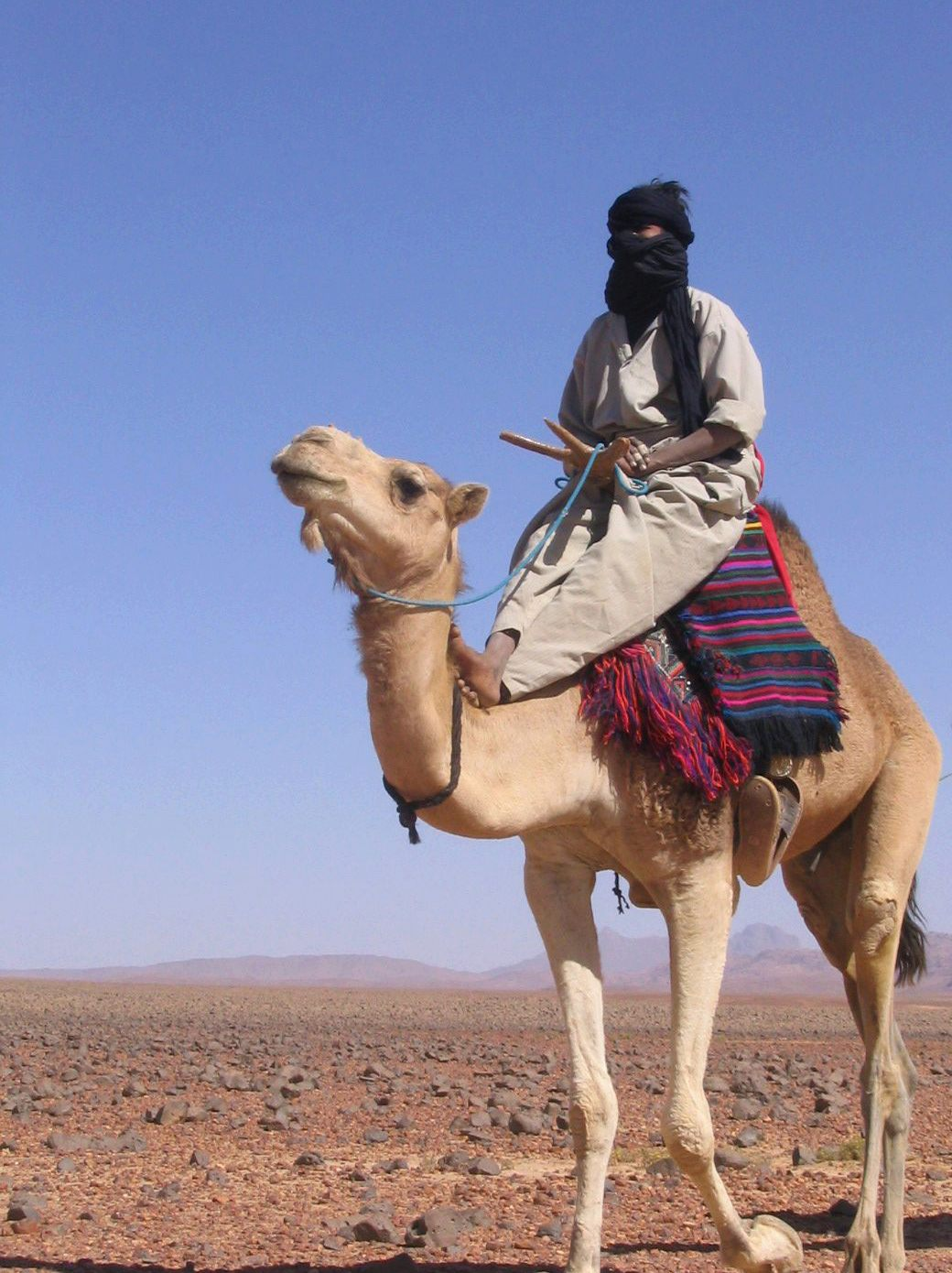
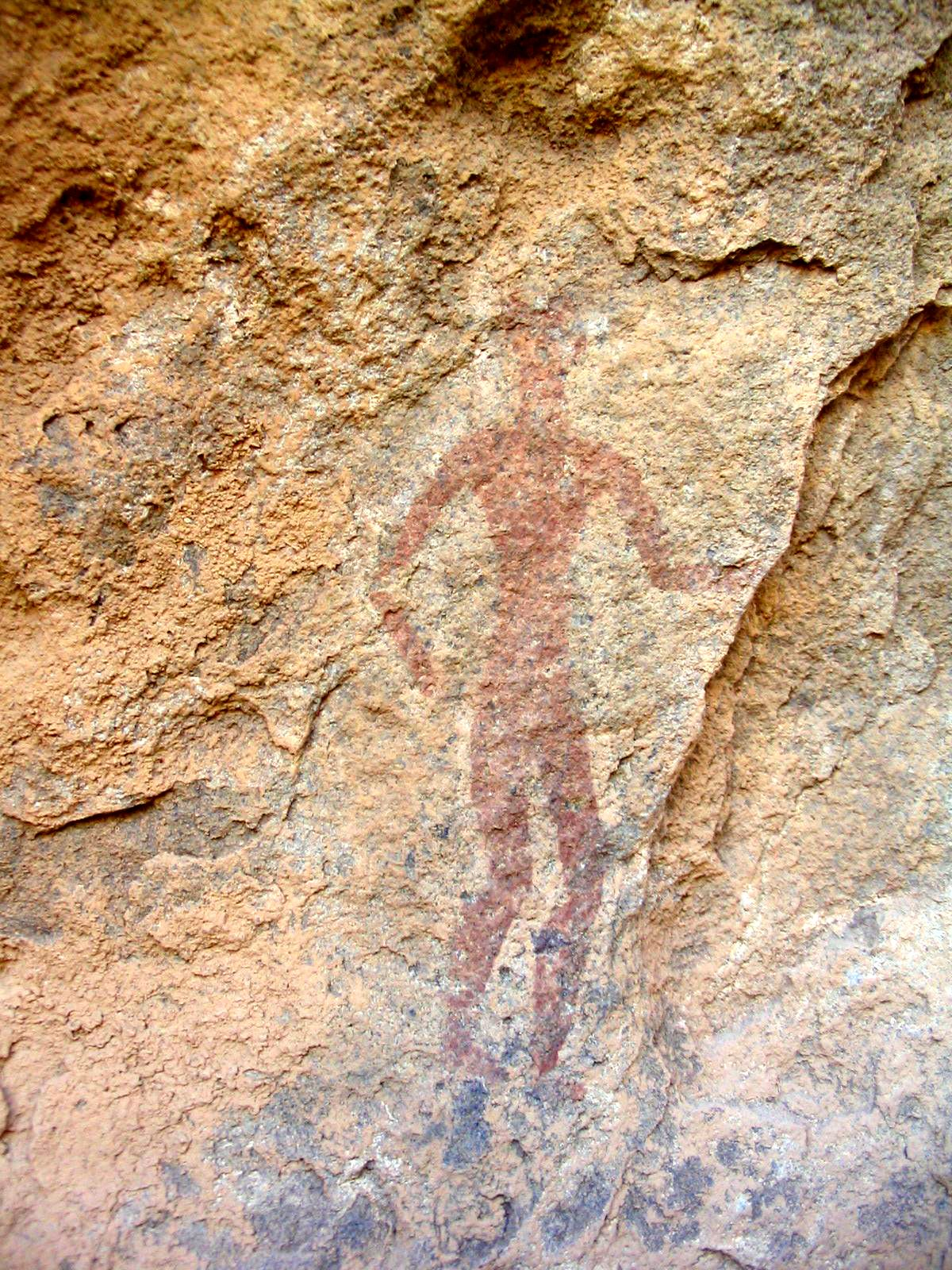
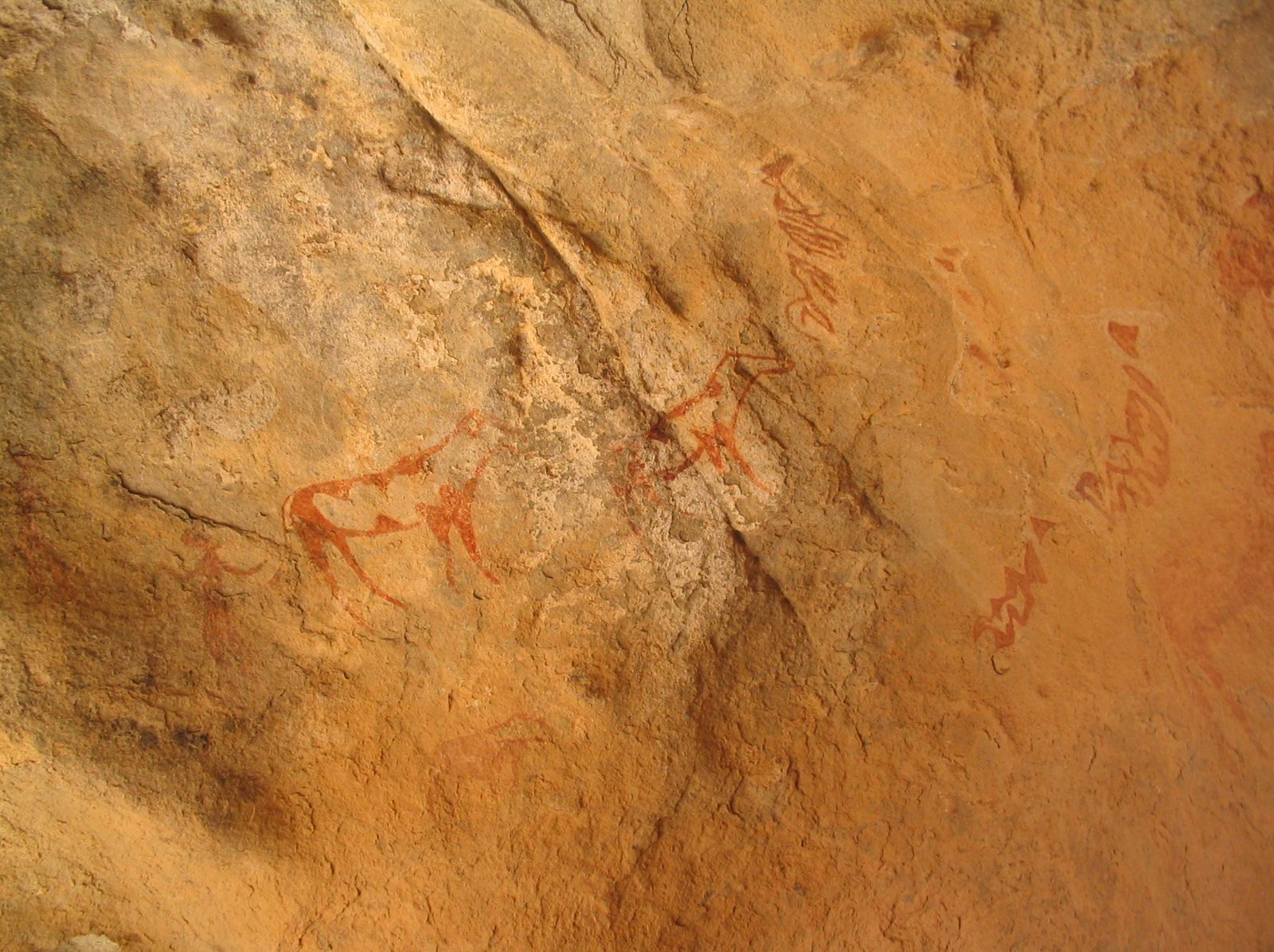